# Habiba Ghribi
Habiba Ghribi (arabisch حبيبة الغريبي, DMG Ḥabība al-Ġarībī; * 9. April 1984 in Qairawān) ist eine tunesische Mittel- und Langstreckenläuferin. Ihre größten Erfolge erzielte sie im Hindernislauf, wo sie die Goldmedaille bei den Olympischen Spielen 2012 in London und bei den Weltmeisterschaften 2011 in Daegu gewann.

## Karriere
Erste internationale Erfahrungen sammelte Ghribi im Crosslauf. Bei den Crosslauf-Weltmeisterschaften 2000 in Vilamoura belegte sie den 46. Platz im Juniorinnenrennen. In den folgenden Jahren nahm sie mehrfach an weiteren Crosslauf-Weltmeisterschaften teil, blieb aber weiter ohne herausragende Resultate.
Bei den Afrikameisterschaften 2002 in Radès wurde Ghribi Elfte im 5000-Meter-Lauf. Danach begann sie sich auf den Hindernislauf zu konzentrieren. Bei den Weltmeisterschaften 2005 in Helsinki wurde diese Disziplin erstmals auch für Frauen angeboten. Ghribi konnte sich als Achte ihres Vorlaufs jedoch nicht für das Finale qualifizieren. Bei den Afrikameisterschaften 2006 in Bambous gelang ihr der Gewinn der Silbermedaille hinter der Weltmeisterschaftsdritten Jeruto Kiptum aus Kenia.
Als olympische Disziplin wurde der Hindernislauf der Frauen erstmals 2008 in Peking ausgetragen. Ghribi belegte im Finale den 13. Platz. Bei den Weltmeisterschaften 2009 in Berlin steigerte sie ihre persönliche Bestleistung und den tunesischen Rekord deutlich auf 9:12,52 min und wurde Sechste. Zuvor hatte sie bei den Mittelmeerspielen in Pescara eine Bronzemedaille im 1500-Meter-Lauf errungen.
Ihren bis dahin bedeutendsten Erfolg feierte Ghribi bei den Weltmeisterschaften 2011 in Daegu. Mit persönlicher Bestleistung von 9:11,97 min gewann sie die Goldmedaille im Hindernislauf vor der eigentlichen Favoritin Milcah Chemos Cheywa aus Kenia und nachdem die Russin Julija Saripowa wegen ihrer positiven Dopingkontrolle disqualifiziert wurde. Im folgenden Jahr holte sie sich bei den Olympischen Spielen in London die Goldmedaille und steigerte gleichzeitig ihre Bestleistung und den tunesischen Rekord auf 9:08,37 min.
Ihre Medaille war die erste Olympiamedaille überhaupt für eine Frau aus Tunesien.
Bei den Weltmeisterschaften 2015 in Peking gewann sie die Silbermedaille.

## Bestleistungen
- 1500 m: 4:06,38 min, 2. September 2014, Zagreb
- 3000 m: 8:52,06 min, 28. April 2013, Franconville
- 5000 m: 16:12,9 min, 22. Juni 2003, Radès
- 3000 m Hindernis: 9:05,36 min (NR), 11. September 2015, Brüssel